# A History of Violence (album)
Pour les articles homonymes, voir A History of Violence.
Albums de Jedi Mind Tricks
Servants in Heaven, Kings in Hell
(2006) Violence Begets Violence
(2011)
A History of Violence est le sixième album studio de Jedi Mind Tricks, sorti le 11 novembre 2008.
Il marque le retour de Jus Allah dans le groupe, qui était parti en 2000 après l'album Violent by Design.
L'album s'est classé 6e au Top Heatseekers, 19e au Top Independent Albums, 49e au Top R&B/Hip-Hop Albums et 169e au Billboard 200.

## Liste des titres
| No  | Titre                                                  | Contient un (des) sample(s) de | Durée |
| --- | ------------------------------------------------------ | --- | ----- |
| 1.  | Intro                                                  | | 1:06  |
| 2.  | Deathbed Doctrine                                      | Por Temor de Los Galos C.R.E.A.M. du Wu-Tang Clan Rock On de Funkdoobiest Last Dayz d'Onyx Da Graveyard de Big L et Lord Finesse featuring Jay-Z, Party Arty et Grand Daddy I.U. | 4:22  |
| 3.  | Deadly Melody (featuring Block McCloud et Demoz)       | | 4:32  |
| 4.  | Monolith                                               | Erotiko d'Eleftheria Arvanitaki | 3:37  |
| 5.  | Those With No Eyes (Interlude)                         | | 1:21  |
| 6.  | Trail of Lies                                          | Land of Make Believe de Bobby Sherman | 4:26  |
| 7.  | Heavy Artillery                                        | Dio, Come Ti Amo de Patrizia Borgatti Stick to Ya Gunz de M.O.P. featuring Kool G Rap                                                                                            | 3:40  |
| 8.  | Seance of Shamans (featuring OuterSpace et Doap Nixon) | Shook Ones Part II de Mobb Deep G-Building de M.O.P. Hot Ya Hot d'Akbar | 4:09  |
| 9.  | Geometry in Static (Interlude)                         | | 0:50  |
| 10. | Godflesh (featuring King Magnetic et Block McCloud)    | | 4:07  |
| 11. | Terror (featuring Demoz)                               | | 4:01  |
| 12. | Butcher Knife Bloodbath                                | Derelicts of Dialect de 3rd Bass Back Seat (Of My Jeep) de LL Cool J Daaam! de Tha Alkaholiks Any Type of Way de Big Daddy Kane                                                  | 3:54  |
| 13. | The Sixth Gate Shines No More (Interlude)              | | 0:48  |
| 14. | Death Messiah                                          | I Can't Wait de Nu Shooz | 4:13  |